# Яцимирский, Александр Иванович
Александр Иванович Яцимирский (1873—1925) — русский филолог-славист, один из авторов Энциклопедического словаря Брокгауза и Ефрона, специалист по истории Молдавии и Румынии. В 1913—1918 годах — экстраординарный профессор Варшавского университета. В 1918 году стал организатором и ректором Донского археологического института, с 1922 года — профессор Донского университета.

## Биография
Александр Яцимирский родился в Николаевке-Новороссийской. Окончил Московский университет. За исследование «Григорий Цамблак» (Санкт-Петербург, 1904, издание академии наук) Яцимирский получил степень доктора славянской филологии. В 1903 и в 1905 годах был отмечен почётным отзывом Ломоносовской премии.
В 1906—1913 гг. — приват-доцент Петербургского университета по кафедре славянской филологии. С 1913 по 1918 г. — профессор Варшавского университета, с 1918 г. — ректор Донского археологического института, с 1922 г. — профессор Донского университета. Умер в Ростове-на-Дону.